# Kaavan

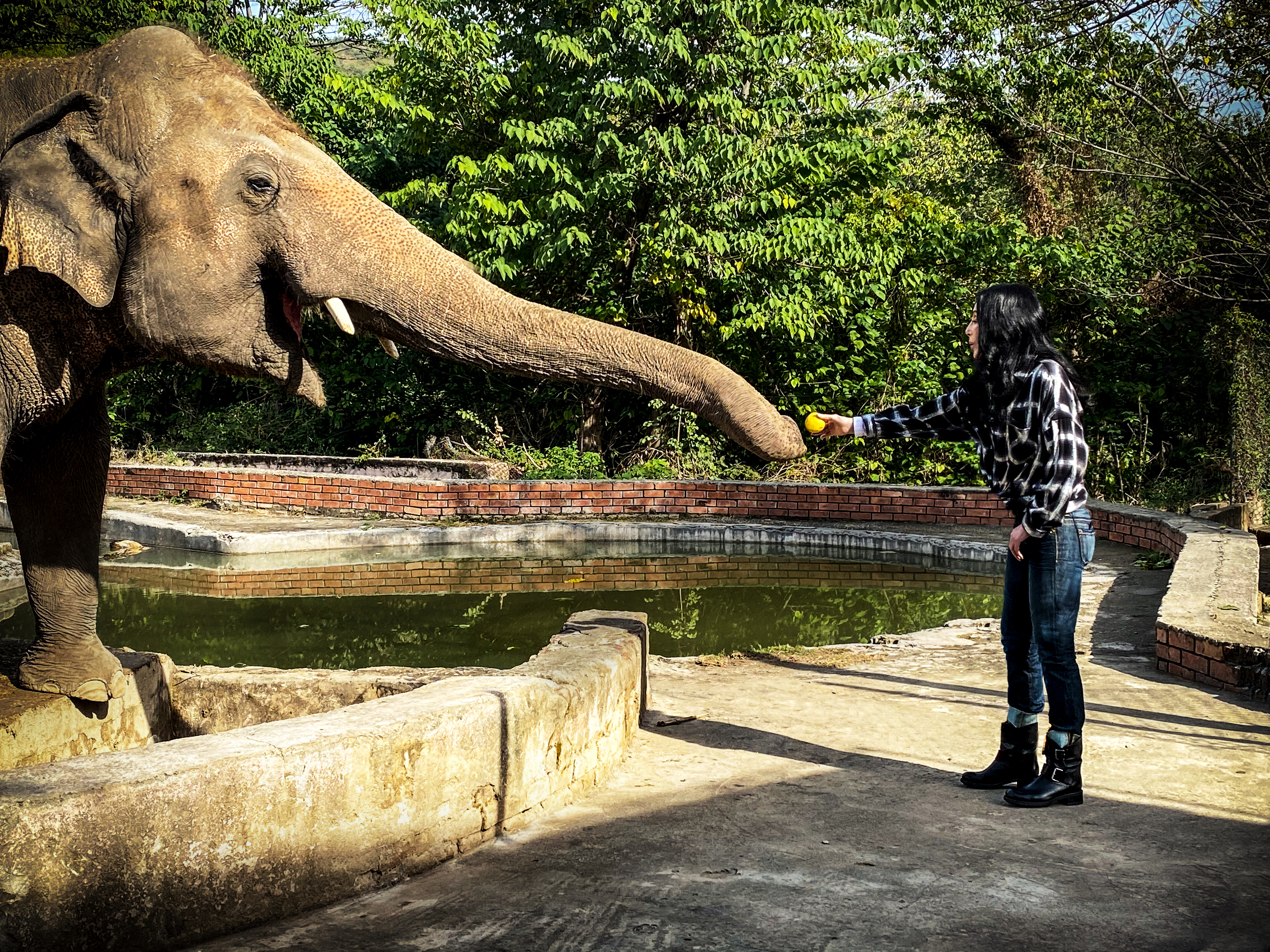
Kaavan und US-amerikanische Künstlerin Cher (2020)

Kaavan (Urdu کاون; * 1985) ist ein männlicher Asiatischer Elefant. Seit seiner Geburt verbrachte Kaavan die meiste Zeit seines Lebens im Zoo von Islamabad. Er war ein Geschenk der Regierung von Sri Lanka an die Regierung von Pakistan als Zeichen der positiven Beziehungen zwischen beiden Ländern.
Seit 2012 lebte Kaavan nach dem Tod seiner Gefährtin alleine; er galt als der „einsamste Elefant der Welt“. Die Haltungsbedingungen waren schlecht. Er soll häufig angekettet gewesen sein, was der Zoo jedoch bestreitet. Ab 2015 gab es eine starke öffentliche Bewegung zur Freilassung Kaavans, der sich auch die US-amerikanische Künstlerin Cher medienwirksam anschloss. Ende November 2020 wurde Kaavan schließlich nach Kambodscha umgesiedelt.

## Biografie
Kaavan wurde 1985 in Sri Lanka geboren. Die Regierung von Sri Lanka schenkte den neugeborenen Elefantenbullen dem damaligen Präsidenten von Pakistan, Mohammed Zia-ul-Haq. Das Tier kam in den Zoo von Islamabad, wo es zunächst alleine lebte. 1990 bekam Kaavan die Elefantenkuh Saheli aus Bangladesch zur Gesellschaft. Seit ihrem Tod 2012 war Kaavan wieder alleine. Nach Angaben der Pakistan Wildlife Foundation zeigte der Elefant zunehmend Anzeichen, dass er litt. Unter anderem bewegte er unablässig den Kopf.
2015 unterschrieben zahlreiche Menschen eine Petition, in der die Freilassung Kaavans gefordert wurde. Die Petition wurde auch dem pakistanischen Premierminister zugestellt. Im September 2016 erregte ein Bericht über Kaavans Schicksal und seine Haltung an Ketten viel Aufmerksamkeit. Auch die US-amerikanische Künstlerin Cher setzte sich fortan für Kaavan ein. Sie startete in den Sozialen Medien die Kampagne #SaveKavaan. Eine zweite Petition wurde von über 200.000 Menschen unterstützt.
Am 21. Mai 2020 entschied der Oberste Gerichtshof Pakistans die Freilassung Kaavans. Innerhalb von 30 Tagen sollte ein geeignetes Asyl außerhalb Pakistans gefunden werden.
Am 17. Juli 2020 wurde bekannt gegeben, dass Kaavan in ein Schutzgebiet in Kambodscha gebracht werden solle. Die Umsiedlung per Flugzeug fand am 29. und 30. November 2020 nach Genehmigung der Tierärzte Amir Khalil von Vier Pfoten und Frank Goeritz vom Leibniz-Institut für Zoo- und Wildtierforschung (IZW) sowie mit Unterstützung des Geschäftsmannes Eric Margolis und der Sängerin Cher statt.